# Gilraen
Gilraen es un personaje del universo fantástico de El Señor de los Anillos. Fue la esposa de Arathorn II y madre de Aragorn. Su nombre en sindarin significa ‘estrella errante’. Nació en el año 2907 y falleció en el 3007, en la Tercera Edad del Sol

## Historia
Era hija de Dírhael e Ivorwen y por lo tanto, mujer de los dúnedain. Fue llamada Gilraen la Bella. En el año 2929 de la Tercera Edad, se casó con Arathorn II, siendo ella aún muy joven. Este fue uno de los motivos por los que su padre se opuso a este matrimonio, además de que intuía que Arathorn tendría una vida muy corta. Gracias a la ayuda de su madre, Ivorwen, quien medió en el asunto, finalmente lograron casarse. A los dos años de nacer su hijo Aragorn, en 2933, su esposo murió tras ser emboscado por los orcos. 
Gilraen vivió en Rivendel hasta que en el año 2954 se marchó a vivir con los suyos a Eriador. Muere en el año 3007, no sin antes ponerle de nombre a su hijo Aragorn, en referencia a su otro nombre, Estel (‘esperanza’):

Onen i-Estel Edain, ú-chebin estel anim

Di esperanza a los hombres, mas no he conservado ninguna para mí

- Datos: Q2487902